# Charles Ferguson Smith
Pour les articles homonymes, voir Charles Smith.
Charles Ferguson Smith (24 avril 1807 – 25 avril 1862) est un officier de la United States Army qui combattit durant la guerre américano-mexicaine puis la guerre de Sécession sous les couleurs de l'Union.
Le fort C. F. Smith établi en 1866 dans le territoire du Montana a été nommé en son honneur.